# 刘秀灭王郎之战
刘秀灭王郎之战或称邯郸之战，是新朝时期刘秀和王郎在邯郸的一场决战，最后以王郎的失败而告终。

## 背景
西汉末年，政治腐敗，地主豪强肆意兼并土地，社会矛盾极端尖锐。代汉而立的的王莽，为了挽救統治危機，进行了所谓的“托古改制”，结果适得其反，不但没有缓解矛盾，反而加速了新朝的灭亡。23年，绿林军在经过苦战多年后，终于攻入长安，推翻了王莽政权。绿林军建立的更始政权，随即迁入长安。
更始政权的建立早在攻克长安之前，当时的绿林军就选立汉室宗亲的近亲刘玄为帝，国号还是“汉”，年号“更始”。对于拥立刘玄，义军内部也分歧很大，旧贵族代表刘演极力反对，结果爆发了冲突，刘玄和王匡杀了刘縯。刘縯的弟弟刘秀鉴于自己的兵力寡弱，羽翼未满，表面上不敢对兄长被杀表示异议，“深引过而已。未尝自伐昆阳之功，又不敢为伯升服丧，饮食言笑如平常”。实际上已蓄谋要摆脱更始政权的控制，另立旗号，自谋发展。更始元年（23年）九月，刘秀被任命为破虏将军行大司马事。十月持节北渡黄河，进至华北平原。至此，刘秀开始走向了独立发展和创建东汉王朝的的道路，同时也诱导了在邯郸地带发生的一场大事变及大规模战争。

## 过程
刘秀北渡黄河不久，就到了邯郸，并滞留了一段时间，此间他在这里进行了一系列笼络人心，扩展势力的活动。派遣冯异和铫期“乘传抚循属县。录囚徒，存鳏寡，亡命自旨者除其罪，阴条二千石长吏同心不附者上之”，同时还结交当地的有名望的地主和豪强。巨鹿大姓耿纯，“会世祖度河至邯郸，纯即谒见，世祖深接之，纯退，见官属将兵法度不与它将同，遂求自洁纳，献马及缣帛数百匹”。故平干繆王之子刘林亦会见刘秀，也建议道：“赤眉今在河东，但决水灌之，百万之众可使为鱼。”刘林为当时邯郸的一个重要人物，他的曾祖父是赵静肃王刘彭祖，祖父和父亲都封平干王，封邑在今广平、鸡泽、曲周境内，他的父亲因殺谒者，死后除封，所以他没有能够继承王位，大概一直在邯郸城内居住。史书称他“好奇数，任侠于赵、魏间，多通豪猾”。是邯郸当地的贵族兼豪强。刘林向刘秀建议决黄河之水东淹赤眉军，可能是想同刘秀进行政治上的合作，也可能是试探刘秀虚实。但不知道出于什么原因，对于这个建议，刘秀没有同意，也可能是他觉察到了某种危险，很快离开邯郸，往北去了真定。
刘秀这一走，在邯郸当地豪强和贵族的支持下，刘林“诈以卜者王朗为成帝子子舆，十二月，立朗为天子，都邯郸，遂遣使者降下郡国”。王朗在邯郸城内模仿了汉朝的一套政权机构，任命官吏，招募乡勇编入军队中，加强对邯郸的守护，并且安抚流民，分配土地，分发农具以鼓励垦荒。邯郸一时间成为王朗政权及黄河以北的的政治中心。
王郎本名王昌，赵国邯郸人。他早期以相面占卜为职业，精通星象，“常以为河北有天子气”，与刘林交往过甚。原来王莽篡汉之处，长安城内曾有自称汉成帝子刘子舆者，被王莽杀掉了。王郎于是对外谎称自己才是真的刘子舆，刘林也乘机四处散布，并串通另外两个大豪强，李育和张参，图谋起兵，拥立王郎为帝。恰好这个时候风传赤眉要渡过黄河，刘林于是扬言赤眉贼要进攻邯郸城，当立成帝子刘子舆为帝，“百姓多信之”。然后刘林率领地方军队，清晨进入邯郸城赵王宫殿，立王郎为皇帝，自命自己为丞相，李商为大司马，张参为大将军，还派遣将领均势，往北攻取幽州冀州等地。王郎政权很多可到了周边郡县和幽州、冀州等大部分的支持，一时间，整个华北地区，乃至辽东以西皆投靠在王郎政权下。
王郎称帝后，刘秀已经到了蓟县，这时时更始二年正月，他本想利用当地的力量讨伐王郎，但是当地人不但不支持他，还乘机起兵为乱，响应王郎政权，刘秀只好仓皇出逃。后来刘秀听说只有信都郡不肯依附王郎，便星夜去了信都。到了信都在太守任光和巨鹿豪强耿纯等人的帮助下，刘秀才得以喘息，站住了脚跟。随后集结兵力，大举进攻王郎，这时，更始政权也派遣尚书仆射谢躬率军也进攻邯郸，顿时间形成了两路大军夹击邯郸的战略态势。

## 结果
刘秀的军队首先在柏人同王郎的大将李育交战，双方互有胜负。刘秀接着又围攻巨鹿，双方各投入数万兵力，王郎守将是巨鹿太守王饶，刘秀军进攻月有余也未能攻下，巨鹿城中军民也未有投降之意，战事处于胶着状态。后来刘秀采纳耿纯的建议，舍巨鹿而直攻邯郸。当时刘秀的军队“屯其郭北门”，自北面进攻邯郸，此时谢躬也率军赶来，从南面进攻，王郎因两面受敌，且数战不利，派遣谏仪大夫杜威持节请降，条件是请求封他为万户侯，但是刘秀告诉他只答应给他一条活路，拒绝一切条件。杜威也不示弱，表示邯郸虽破，但也力战数月有余，最终无非就是鱼死网破。鉴于双方谈判破裂，刘秀和南边的射谢全线围攻邯郸，连续攻打二十多天仍未攻破。
这时候没想到王郎内部发生剧变，王郎所属大臣少傅李立叛变，乘着城上守军休息之时，开城门迎刘秀大军入城，邯郸城破。刘秀军队随即入城，入城后逢人便杀，遇人则砍，城中百姓四散逃去，即便是逃出城，也未能躲过乱兵的追杀。而部分守军见城破，只得投降刘秀，那些不愿意投降的将士，继续拿起武器与刘秀和谢躬军队开展巷战，最终寡不敌众，全军覆没。城破后，刘秀和谢躬两军分别占领邯郸城，又下令将邯郸城内的赵王宫以及其他支持王郎的富户劫掠一空，并且摧毁了邯郸城的城郭，繁华的邯郸城就此陨落。王朗在城破後连夜逃亡，走到半路被杀。存在只有短短的半年时间的王朗政权灭亡了。
占领邯郸后，刘秀在丛台大摆筵席，犒劳有功将士，乘机这个机会拉拢了马武等地方势力豪强。

## 影响

### 邯郸城的衰落
邯郸在战国和秦西汉时期持续了几百年的兴盛之后，于东汉初年的邯郸之战便开始走向衰落，此战是古代邯郸历史又盛转衰的转折点，曾经繁华的邯郸城进入了长达一千多年的衰落期。伺候的邯郸农业、手工业、商业为主的城市经济地位从此被农业为主体的乡村经济所取代，人口也大幅度下降，城市规模也缩小。而东汉开国以后，虽然继续设置赵国，并以邯郸为都城，但是由于战争的破坏和人为因素等环境，邯郸的经济长期得不到恢复和发展，除了经济上拥有特权外，政治上大多无所作为。邯郸尽管它的地位仍在一般县城和郡县之上，则同西汉时期完全不能同日而语，政治地位一落千丈，终于日益走向衰落。

### 刘秀开始脱离更始政权
刘秀利用反对王郎政权的时机，建立了直接隶属自己的基本武装，占据了黄河以北大部分地区，扩大了势力范围。特别是攻克邯郸后，更始政权封他为萧王，刘秀不但没有接受，反而进一步收编了谢躬的部队，终于羽翼丰满，实力大增。

## 评价
支持王郎政权的人都是邯郸地方豪强和地主，因此王朗政权地域性非常明显，实际上是代表邯郸或者赵国豪强地主利益的一个地方性质的割据政权。所以才决定了他和刘秀之间的斗争是必然失败的归宿。当建立之初，本来可以借着有利时间主动进攻，消灭刘秀，清除信都的敌对势力，稳定华北局势。但是却错失良机，使得刘秀得以聚集力量，卷土从来。而在后期的守城中消极防御，被动挨打，最终被消灭。邯郸之战是刘秀和更始政权联合作战的结果，至此刘秀脱离了更始政权的控制，走上独立发展的道路。邯郸之战，成就了刘秀建立东汉王朝的关键一棋。